# Matorral de la Meseta Central
El Matorral de la Meseta Central es una ecorregión de desiertos y matorrales xéricos en el centro-norte de México.

## Geografía
El matorral de la Meseta Central ocupa la parte central de la meseta mexicana . Limita al este con la Sierra Madre Oriental. Las cordilleras Sierra de Arteaga, Sierra de Zapalinamé, Sierra La Concordia y Sierra de Parras separan la ecorregión del Desierto Chihuahuense hacia el norte. La Sierra Madre Occidental limita con la ecorregión al oeste. Por el sur pasa al matorral de México Central .
La mayor parte de la ecorregión se encuentra en cuencas endorreicas, donde los arroyos desembocan en lagos salinos sin salida al mar, incluidos los Llanos el Salado y el Bolsón de Mapimí. La porción occidental de la ecorregión se encuentra en el valle del río San Pedro Mezquital , que desemboca hacia el suroeste en el Pacífico. La parte sureste de la ecorregión se encuentra en la cuenca del río Pánuco, que desemboca hacia el este en el Golfo de México.
Las ciudades de Durango ,Fresnillo ,Matehuala y Rioverde se encuentran en la ecorregión.

## Clima
El clima es cálido y seco. Las precipitaciones son inferiores a 500 mm por año.

## Flora
La vegetación característica es el matorral seco (matorral) que incluye yuca y cactus . Las especies características incluyen la yuccas izote (Yucca filifera), chocha (Yucca carnerosana) y Yucca decipiens , y el arbusto de creosota ( Larrea tridentata ), conocido en español como la gobernadora. Otras especies comunes son los arbustos huisache (Vachellia farnesiana), sangre de drago ( Jatropha dioica ), mimosa del desierto (Mimosa turneri) y mezquite (Prosopis juliflora), los cactus Opuntia engelmannii , Echinocactus horizonthalonius y Echinocereus conglomeratus, y los pastos Bouteloua gracilis y pasto lanudo (Erioneuron pilosum). En la parte norte de la ecorregión cerca de la transición al desierto de Chihuahua, la comunidad vegetal dominante es el arbusto de creosota y las hojasén (Flourensia cernua).

## Fauna
Los mamíferos nativos incluyen el coyote (Canis latrans), el venado bura del desierto (Odocoileus hemionus), el perrito de las praderas mexicano (Cynomys mexicanus), la tuza de bolsillo de cara amarilla (Cratogeomys castanops) Y la musaraña de Saussure (Sorex saussurei). La ecorregión tiene murciélagos residentes y migratorios . El murciélago de nariz larga mayor (Leptonycteris nivalis) y el murciélago de nariz larga menor (Leptonycteris yerbabuenae) son importantes polinizadores de primavera y verano para muchas plantas, incluidas las yucas, los agaves y los cactus. El murciélago amarillo occidental (Dasypterus xanthinus) es un murciélago residente insectívoro.
Las aves nativas incluyen el correcaminos mayor (Geococcyx californianus), el águila real (Aquila chrysaetos), el búho cornudo (Bubo virginianus), el búho manchado (Strix occidentalis), el halcón de cola roja (Buteo jamaicensis), el halcón peregrino (Falco peregrinus), codorniz escamosa (Callipepla squamata) y gorrión de Worthen (Spizella wortheni).

## Protegió áreas
Una evaluación de 2017 encontró que 2.534 km2 , o el 2%, de la ecorregión se encuentra en áreas protegidas. Las elevaciones más bajas del Parque Nacional Sierra de Órganos de Durango se encuentran en la ecorregión. La Reserva de la Biosfera Barranca de Metztitlán se encuentra en la parte sureste de la ecorregión.

## Veéase también
- Anexo:Ecorregiones de México